# Schonwald

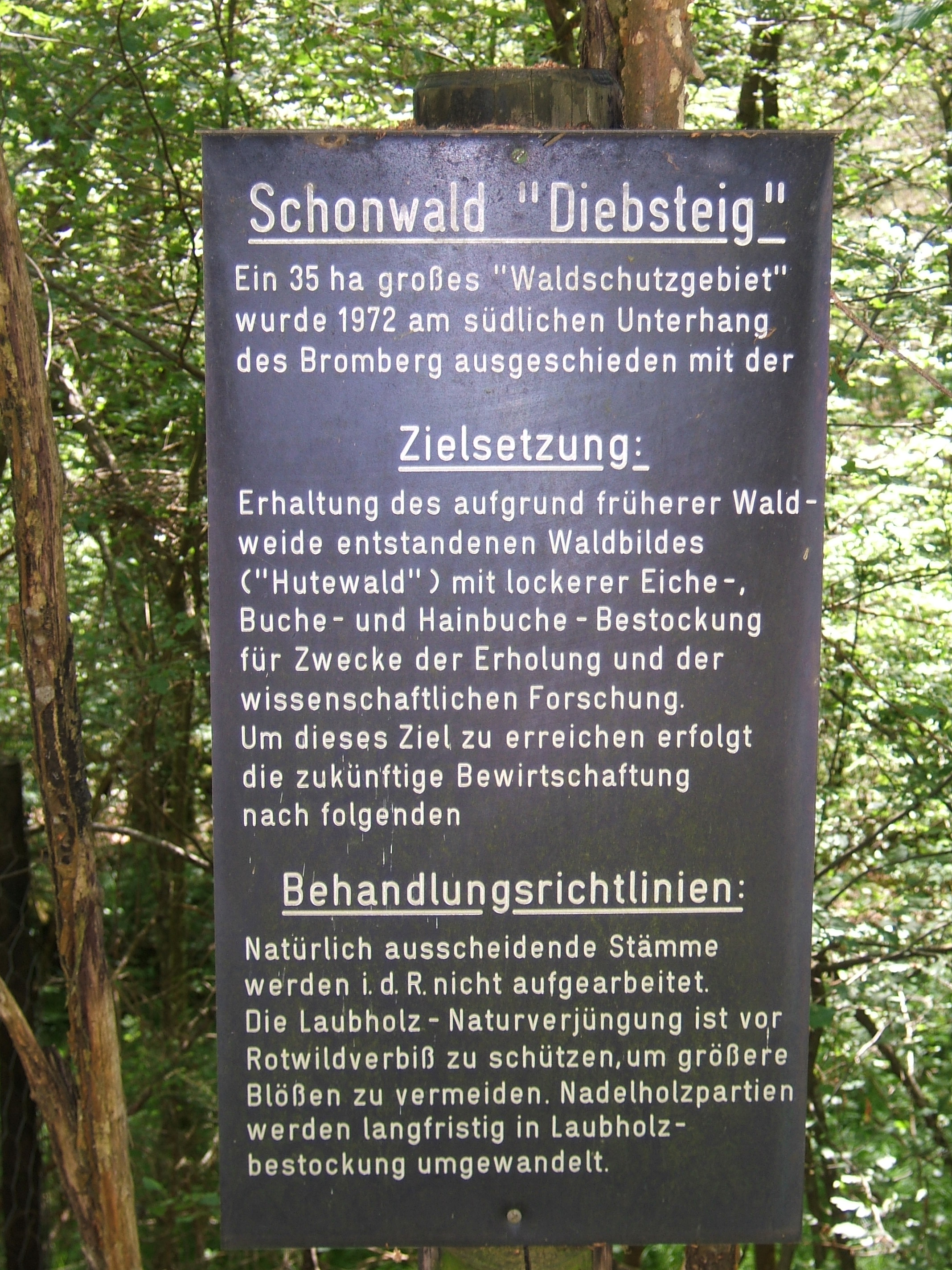
Hinweisschild im Schönbuch

Als Schonwald bezeichnet man in Baden-Württemberg ein geschütztes Waldgebiet, in dem die wirtschaftliche Nutzung des Waldes zwar erlaubt ist, aber gewissen Einschränkungen unterliegt. Der Begriff wird in anderen deutschsprachigen Regionen nicht oder bestenfalls umgangssprachlich verwendet.

## Definition und Abgrenzung
Ein Schonwald wird in § 32 des baden-württembergischen Waldgesetzes folgendermaßen definiert:

„Schonwald ist ein Waldreservat, in dem eine bestimmte Waldgesellschaft mit ihren Tier- und Pflanzenarten, ein bestimmter Bestandsaufbau oder ein bestimmter Waldbiotop zu erhalten, zu entwickeln oder zu erneuern ist. Die Forstbehörde legt Pflegemaßnahmen mit Zustimmung des Waldbesitzers fest.“

Eine höhere Schutzstufe ist der auch außerhalb Baden-Württembergs bekannte Bannwald, der für Baden-Württemberg in § 32 des Waldgesetzes als „ein sich selbst überlassenes Waldreservat“ definiert wird.